# Кубок Луи Виттона
Ку́бок Луи́ Витто́на — один из самых крупных трофеев в мире парусного спорта. Кубок разыгрывается в серии матчевых гонок. Обладатель кубка Луи Виттона становится претендентом на Кубок Америки и соревнуется за право обладания им с защитником — действующим обладателем кубка.

## История
Первые отборочные состязания за право соревноваться с обладателем кубка Америки начали проводиться в 1970 году. А в 1983 году группа Louis Vuitton предложила приз победителю отборочной серии. Впервые кубок Луи Виттона был разыгран в Ньюпорте, США. Победу тогда одержала яхта Australia II, получившая в результате этого право встретиться с защитником кубка Америки, яхтой Liberty из Нью-Йоркского яхт-клуба.
С тех пор (не считая 1988 года, когда единственным участником оказалась команда из Новой Зеландии, и кубок не разыгрывался) победитель кубка Луи Виттона награждался правом соревноваться с текущим обладателем Кубка Америки («защитником»).
Во время циклов 1992 и 1995 годов кроме этого проводились регаты Citizen Watch — соревнования за право защищать кубок Америки.
В 2007 году Луи Виттон объявил о прекращении спонсирования этих соревнований после 25 лет участия. В конце 2010 года, после 33-го розыгрыша кубка Америки, партнёрство Луи Виттон Мальтье и организаторов соревнований было возобновлено.
В 2021 году кубок Луи Виттона не разыгрывался, и претендент на кубок Америки был определён в рамках соревнований Prada Cup.
В 2024 году Луи Виттон вновь стал титульным спонсором отборочных соревнований кубка Америки. Соревнования прошли в Барселоне, и победителем впервые в истории стала английская команда en:INEOS Britannia под руководством сэра Бена Эйнсли.

## Все обладатели кубка
| Год  | № на парусе            | Название яхты             | Клуб яхты-победителя             | Страна-победитель | Место проведения       |
| ---- | ---------------------- | ------------------------- | -------------------------------- | ----------------- | ---------------------- |
| 2024 | "Британия" (AC75)      | INEOS Britannia           | Royal Yacht Squadron             | Великобритания    | Барселона ( Испания)   |
| 2017 | "Аотероа" (AC50)       | Emirates Team New Zealand | Royal New Zealand Yacht Squadron | Новая Зеландия    | Грейт-Саунд ( Бермуды) |
| 2013 | NZL-5 "Аотероа" (AC72) | Emirates Team New Zealand | Royal New Zealand Yacht Squadron | Новая Зеландия    | Сан-Франциско ( США)   |
| 2007 | NZL-92                 | Emirates Team New Zealand | Royal New Zealand Yacht Squadron | Новая Зеландия    | Валенсия, Испания      |
| 2003 | SUI-64                 | Alinghi                   | Société Nautique de Genève       | Швейцария         | Окленд, Новая Зеландия |
| 2000 | ITA-45                 | Luna Rossa                | Yacht Club Punta Ala             | Италия            | Окленд, Новая Зеландия |
| 1995 | NZL-32                 | Team New Zealand          | Royal New Zealand Yacht Squadron | Новая Зеландия    | Сан-Диего, США         |
| 1992 | ITA-16                 | Il Moro di Venezia V      | Compagnia della Vela             | Италия            | Сан-Диего, США         |
| 1988 | --                     | --                        | --                               | --                | не разыгрывался        |
| 1987 | US-55                  | Stars and Stripes '87     | San Diego Yacht Club             | США               | Фримантл, Австралия    |
| 1983 | KA-6                   | Australia II              | Royal Perth Yacht Club           | Австралия         | Ньюпорт, США           |